# Ezgi Arslan
Ezgi Arslan (ur. 23 marca 1992) – turecka siatkarka, reprezentantka kraju, grająca jako przyjmująca. Od sezonu 2017/2018 występuje w drużynie Anakent Spor Kulübü.

## Sukcesy klubowe
Mistrzostwo Turcji:
- 2017
- 2013

Puchar CEV:
- 2016